# شیپورک (مژک‌داران)
شِیپورک (به انگلیسی: Stentor)، که گاهی به آن حیوانک شیپوری نیز گفته می‌شود، تیره‌ای از مژک‌داران دگرپرورده پالیده‌خوار، نماینده ناجورمُژه‌ای‌ها است. معمولاً به شکل شاخ هستند و طول آنها دو میلی‌متر است. به همین ترتیب، آنها از بزرگ‌ترین موجودات تک‌سلولی شناخته شده هستند. آنها از طریق شکافت یاخته به‌طور غیرجنسی تولیدمثل می‌کنند.

## شرح
بدن یا قشر، به‌طور کلی شاخ‌شکل است، از این رو با منادی یونانی و نام قبلی حیوانک شیپوری ارتباط دارد. یک حلقه از مژک‌های برجسته در اطراف زنگوله جلویی در پالایش غذا و شنا کمک می‌کنند. طول بعضی به چندین میلی‌متر می‌رسد و آنها را در میان بزرگ‌ترین موجودات تک‌یاخته قرار می‌دهد. شِیپورک می‌تواند رنگ‌های مختلفی داشته باشد: برای نمونه، S. coeruleus به‌دلیل وجود اِستِنتورین که یک رنگدانه طبیعی است می‌تواند آبی به‌نظر برسد. همانند بسیاری از تک‌یاخته‌های آب شیرین، شِیپورک دارای یک واکوئل انقباضی است. از آنجا که غلظت نمک در داخل سلول و آب شیرین اطراف متفاوت است، شِیپورک باید آبی را که از طریق اسمز وارد آن می‌شود ذخیره کند و سپس آن را از واکوئل تخلیه کند. آنها می‌توانند بازسازی شوند و قطعات کوچک می‌توانند به موجوداتی کامل تبدیل شوند. هر سلول دارای یک درشت هسته (اغلب کشیده) و چندین ریز هسته است.

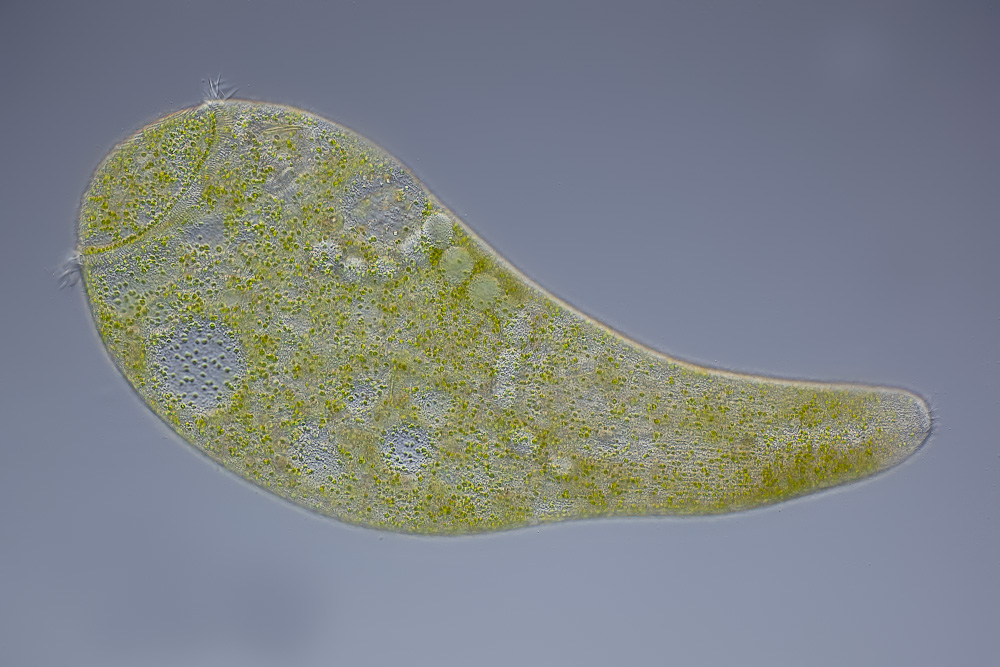
Stentor polymorphus به همراه جلبک همزیست
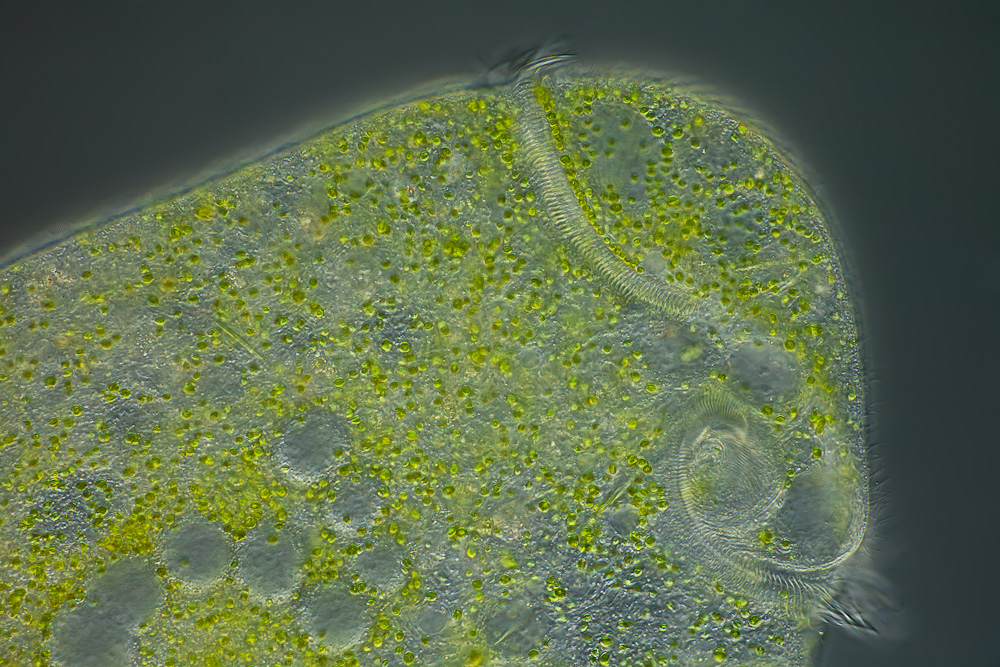
Stentor polymorphus به همراه جلبک همزیست
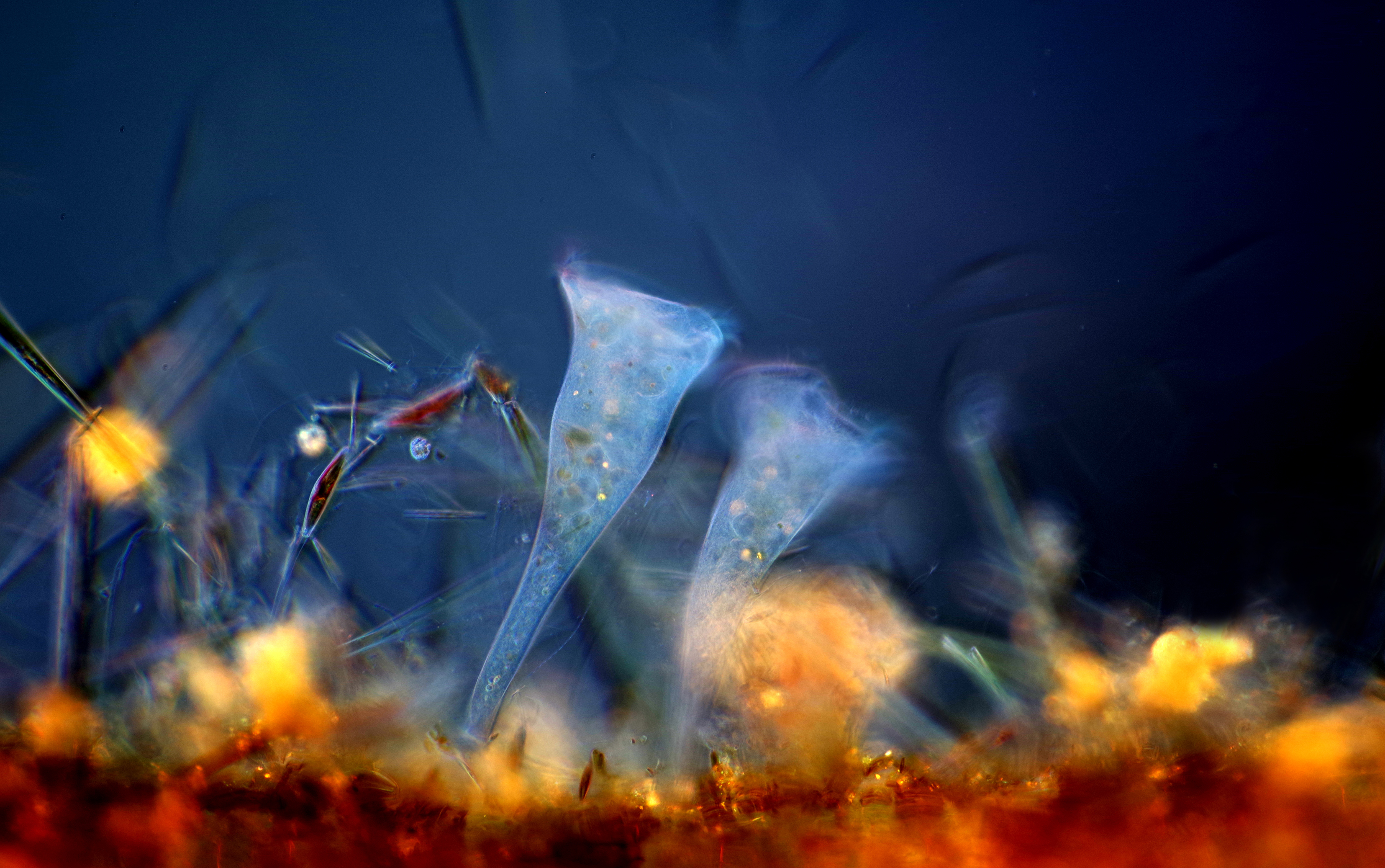
شِیپورک‌ها بر روی برگ گیاه هزاربرگ قرار گرفته‌اند

## بوم‌شناسی
این تک‌هسته‌ای‌ها در سراسر جهان در دریاچه‌ها و نهرهای آب شیرین معمول هستند. فقط S. multiformis از زی‌جاهای دریایی، آب شیرین و حتی زمینی ثبت شده است. آنها معمولاً به رشته‌های جلبکی یا ریزه‌ها متصل می‌شوند. برخی از گونه‌های شِیپورک، مانند S. polymorphus می‌توانند به‌صورت همزیستی با گونه‌های خاصی از جلبک‌های سبز زندگی کنند. جلبک‌ها پس از بلعیدن زنده می‌مانند در حالی که میزبان آنها مواد مغذی تولید شده را جذب می‌کند، در حالی که جلبک‌ها نیز به نوبه خود مواد زائد متابولیکی شِیپورک را جذب و از آن تغذیه می‌کنند. گونه‌های شِیپورک به اغتشاشات بیرونی با انقباض به شکل توپ واکنش نشان می‌دهند. کیست‌های استراحت از چند گونه شناخته شده‌اند.

## طبقه‌بندی
این جنس شامل بیش از بیست گونه توصیف شده است (به لیست در جعبه مراجعه کنید). جنس شِیپورک در سال ۱۸۱۵ توسط زیست‌شناس آلمانی لورنز اوکن (۱۸۵۱–۱۷۷۹) نامگذاری شد.
نوع گونه شاخص جنس Stentor muelleri Ehrenberg در ۱۸۳۱ است. طبق تجزیه و تحلیل‌های اخیر مولکولی به‌نظر می‌رسد که جنس تک‌تبار است و مربوط به جنس Blepharisma است.

## نگارخانه فیلم
|  |  |  |
|  |  |  |